# 広瀬錦一
広瀬 錦一（ひろせ きんいち、旧字体：廣瀬 錦一、生没年不詳）は、日本の心理学者、教育者。中京大学初代文学部長、立教大学文学部教授。別名、結城 錦一。

## 人物・経歴
東京帝国大学哲学科を卒業後、同大学心理学研究室に務める。。
1929年（昭和4年）4月に、立教大学文学部哲学科の教授に就任し、実験心理の講座を担当する。
1966年（昭和41年）4月に、中京大学文学部（国文学科、英文学科、心理学科）が名古屋キャンパスに開設されると、初代文学部長を務め、自身が開設に尽力した心理学科の初代主任に就任する。

## 著作
- 『音響心理学』音楽講座第14篇 学芸社 1933年10月